# Бернхард фон Плёцкау
Бернхард фон Плёцкау (погиб 26 октября 1147 в Каппадокии) — граф Плёцкау, второй сын графа Гельфериха фон Плёцкау и Аделы фон Бейхлинген. Участник Второго крестового похода.

## Биография
Его старший брат маркграф Северной марки Конрад погиб в итальянском походе императора Лотаря в самом начале 1133 года. Место маркграфа Северной марки было вакантно более года. В 1134 году, вероятно на имперском сейме, который состоялся 15 апреля в Хальберштадте, Лотарь передал Северную марку не Бернхарду, а Альбрехту Медведю.
Тем не менее, в борьбе за Саксонское герцогство, разгоревшейся после смерти императора Лотаря в 1137 году, Бернхард изначально занял сторону Альбрехта Медведя, а не императрицы Рихензы, покровительствовавшей баварскому герцогу Генриху Гордому. При том что Бернхард был близким родственником императрицы. Возможно, он надеялся получить Северную марку от Альбрехта, если тот добудет себе герцогство, или же хотел вернуть вальбекские владения его тётки Ирмингарды, которые отошли к Рудольфу II фон Штаде, союзнику императрицы.
Сначала удача сопутствовала сторонникам Альбрехта. Но после Пасхи 1139 года Генрих Гордый при поддержке магдебургского архиепископа Конрада и других князей осадил замок Плёцкау. Замок был взят и разрушен. Уже 23 мая Альбрехт, Бернхард и другой союзник Альбрехта Герман II фон Вюнценбург бежали в Рустеберг в Айхсфельде к архиепископу Майнца Адальберту II. В июле-августе того же года Бернхард, сменив лагерь, просил прощения у императрицы и был прощен.
В 1147 году Бернхард в составе войск императора Конрада принял участие во Втором крестовом походе. Он погиб в первой же битве, как и большая часть армии Конрада. События развивались следующим образом. Встретив рядом с Дорилеем армию сельджуков и не вступая в прямое столкновение, Конрад решил отойти в Никею. Но вечером 27 октября сельджуки напали на крестоносцев и, застигнув врасплох, наголову их разбили. Отряд Бернхарда находился в тылу отступающей армии. После того как отряд расположился на ночёвку на холме, он был расстрелян сельджуками, окружившими холм. Бернхард и многие его воины погибли. Император Конрад, который был далеко впереди, узнал о гибели Бернхарда только на следующее утро. Согласно «Истории создания монастыря Хеклинген» тело Бернхарда было привезено в Германию — он был похоронен в фамильном монастыре Хеклинген рядом с родителями.
Бернхард был последним из династии графов Плёцкау, и после его смерти разгорелась борьба за его земли между Альбрехтом Медведем и Генрихом Львом. 13 октября 1152 года на сейме в Вюрцбурге король Фридрих передал земли Бернхарда Альбрехту, а Генриху Льву отдал Винценбург.

## Брак
Был женат на Кунигунде из Баварии (ум. после 1185). После смерти Бернхарда она стала любовницей Дитриха фон Веттин, маркграфа Нижней Лужицкой марки.